# Eunidia apicefusca
Eunidia apicefusca är en skalbaggsart som beskrevs av Stefan von Breuning 1939. Eunidia apicefusca ingår i släktet Eunidia och familjen långhorningar.
Artens utbredningsområde är:
- Angola.
- Botswana.
- Zimbabwe.

Inga underarter finns listade i Catalogue of Life.